# Kustplatvoetje
Het kustplatvoetje (Platycheirus immarginatus) is een vliegensoort uit de familie van de zweefvliegen (Syrphidae). De wetenschappelijke naam van de soort is voor het eerst geldig gepubliceerd in 1849 door Zetterstedt.